# Las Carlotas
Las Carlotas es un dúo de sevillanas español formado por las hermanas Carmen y Carlota García, reconocidas por temas como "Esta niña viene tarde", "Manuel", "La niña de mis ojos", entre otros. Fueron el primer dúo de sevillanas compuesto por mujeres.
En 2018 cumplieron 30 años de trayectoria en la música española, lo celebraron con el lanzamiento del disco "30 Años Carloteando". Lograron popularidad con el lanzamiento del disco "Con Aires de Patio" con el tema "Esta niña viene tarde", desde entonces no han parado de lanzar discos y realizar conciertos por España. Acumulan 29 discos lanzados, el último en 2021.

## Biografía
Las hermanas García nacieron en Sanlúcar de Barrameda y desde pequeñas comenzaron a cantar en las ferias y reuniones de amigos, hasta que el 7 de octubre de 1988 se presentaron como Las Hermanas Carlotas en El Rengue a sala llena, al final de esta presentación los productores José Miguel Évoras e Isidro Muñoz les ofrecen firmar su primer contrato discográfico con la compañía Senador, este contrato traería el lanzamiento de su primer disco en 1990 llamado Sevillanas.
En 1991 lanzan su segundo disco Por Primavera; estos dos trabajos discográficos serían reconocidos por el público, pero no tendrían tanta repercusión en el mercado.
De 1992 a 1994 Las Carlotas dejan los estudios de grabación y los escenarios por temas de la discográfica.
En 1995 su compañía las contactó para volver a grabar y editaron su disco No me da la gana, que gracias al tema Loca consiguió un lugar en el mercado español y un aceptable éxito en el mercado.
En 1996 editaron Barrio de cal y sal, otro trabajo con buena aceptación, destaca una afamada anécdota contada por las Carlotas sobre el tema Hace tiempo que no llamas. "La gente nos lanzaba monedas en el escenario", debido al relato de la canción. 
En 1997 finalmente el dúo se consagró en el mundo de la música con el disco "Con Aires de Patio", más precisamente por el tema "Esta niña viene tarde" que se convirtió en un éxito en ventas y llegaron a realizar 70 galas en un mes. La pieza recibió el premio de la asociación “Amigos de las sevillanas” como el "Mejor Tema Rociero del Año". Esta canción es por la cual han quedado vigentes hasta hoy.
Callejuela de la fuente (1998), Fuente de vida (1999) y La sonrisa de otra luna (2000) fueron los trabajos discográficos que continuaron ampliando el repertorio de Las Carlotas coma captable repercusión en el mercado y permitiendo la vigencia del grupo.
En el año 2001 editan Recuerdos donde el tema "Manuel" repite el éxito de 1997 en radios y televisiones por lo que deciden grabar un videoclip que hoy en día se considera emblemático en la carrera de Las Carlotas con una cifra mayor a los 2.000.000 millones de visitas en la plataforma YouTube, Manuel es parte del repertorio actual de los conciertos del dúo.
En 2003 el disco En Soledad lleva a las Carlotas a lo más alto en ventas de toda su discografía hasta entonces, el tema "Manuela" de la  autoría de Miguel Moyares se convierte en un rotundo éxito y las lleva a interpretarlo en Televisión y Radios junto al último tema del disco "El Tarantan". El trabajo logró alcanzar el puesto 69 de los 100 Mas Vendidos en España. 
Luz de Vida (2004) y Originales (2005) fueron los dos trabajos siguientes que recibieron una aceptable repercusión del público con temas como "El Novio" sobre Carlota tratando de conseguirle un novio a su hermana, a pesar de que no obtuvieron el éxito logrado en 1997 y 2003, colaboraron para que el dúo haya seguido vigente y realizado cientos de conciertos en la radiografía española hasta ese momento y reiteradas apariciones en televisión y radios. 
En 2006 editan "Nacimos para Cantar" un nuevo trampolín a las listas de ventas con el tema "El Secreto" que relata la conversación e una madre que intenta averiguar quien es el hombre que abandono a su hija y la dejó embarazada a lo que esta responde que será una orgullosa Madre Soltera, y con este título es conocida popularmente la canción. 
Con Alegría de 2007 es otro de los trabajos bien recibidos por el público y las críticas por canciones como "La Doble Vida" o "Nuestra Rumba".
Para 2008 Carlotas repiten un inesperado éxito en las redes sociales e impulsado por las radios con el disco "Sentimientos y Compas" que entró en rankings de popularidad y listas de radios con temas como "La Hermana Mas Chica", "El Anillo" y "A Tu Madre" que en la plataforma YouTube contabiliza más de 2.000.000 de visualizaciones, lo mismo se repite en Spotify con algo más de 1.000.000 de reproducciones.
En 2009 editan "20 Años de Carlotas" un disco inédito en celebración de 20 años desde que el grupo comenzó a cantar. 
En 2010 Arte y Poderío es el disco que Carmen y Carlota lanzan al mercado con la buena aceptación del público y la popularidad con el tema "A Un Laito de mi Vientre" con algo más de 400.000 reproducciones en YouTube. Y el más recordado "Ahora Vete Con Ella" que produjo una gran repercusión en redes con 1.000.000 de visualizaciones en internet y así se convirtió en uno de los clásicos del dúo y hasta la actualidad canción parte del repertorio de los conciertos. 
El disco La Sangre de Mis Venas (2011) volvió a darle al dúo un éxito como al que se había acostumbrado, con los temas "Ya Tiene Novia" con Ecos del Rocío y "Mi Niña que Guapa va" que cuentan los dos con más de 200 000 reproducciones en Spotify, ambos temas llevó al dúo a los programas de mayor audiencia de la televisión Española y las radios. También cabe destacar que el tema La Sangre de Mis Venas contó con un videoclip protagonizado por toda la familia de Las Carlotas con algo más de 2.7000.000 reproducciones. 
Nostalgia de 2012 recibió un menor pero aceptable número de ventas y sonó en radios. 
En 2013 durante y luego de que Carlota atravesara un cáncer de mama graban y lanzan "Hay Carlotas Pa´ Rato" que es una reivindicación de que el dúo Las carlotas seguirá adelante con más fuerza que antes y con este disco recorren la televisión y radios con temas "Aquí hay Carlotas Pa´ rato" y "La Mirada de Mi abuela". 
En 2014 "Me Muero Por Ti" renuevan el éxito luego  en radios y listas de popularidad con el tema "Por Las Mujeres del Mundo", un homenaje a todas las mujeres.
El Disco Con La Música a otra Parte  (2015) es uno de los discos que mejor crítica ha recibido así como uno de los más exitosos en repercusión, principalmente con el tema "La Querida" hoy en día uno de los clásicos del dúo con algo más de 1.400.000 de reproducciones y 130.000 en Spotify.
"Sin Limites" de 2016 es uno de los discos más reproducidos en plataformas digitales del dúo Sanluqueño por temas como Mi Hermana Mi Compañera, la versión de Mi Gran Noche y De Mujer a Mujer. A su vez la repercusión se replico en radios y plataformas de música.
"En El Lugar de Siempre" (2017) continuo con un aceptable éxito debido al tema "Con Las Castañitas al fuego" que sonó por radios y televisiones. 
En 2018 De Puertas Para Adentro irrumpe en las listas de popularidad por el tema La niña de Mis Ojos, hoy gran clásico y uno de los temas más valorados por aficionados de las sevillanas.
En 2019 lanzan "30 Años Carloteando"  que celebra el 30 aniversario del dúo en los escenarios.  Para celebrar esto las Carlotas invitan a los más grandes y reconocidos artistas de sevillanas y flamenco como La Húngara o Ecos del Rocío con la presentación de Toñi Moreno  en un recital benéfico al cual asistieron más de 2.000 personas.
En 2018 graban y lanzan para fines de 2019 Con + Sabor que consiguió gran repercusión con Las Consuegras y Las Abuelas en redes con más de 200 000 reproducciones en redes.
En fines de 2020 en plena crisis por la pandemia COVID-19 para promocionar en 2021 lanzan "La Música Habla" con una buena repercusión en listas y redes con canciones como "Lo Dice Una Mujer" que reivindica la imagen masculina.
En 2021 luego de lanzar "Vamos a Cantar" para las navidades de 2021/2022 canción que se mantiene por más de 2 semanas como la 2.ª canción más escuchada en Spotify del dúo anuncian en sus redes sociales  que comienzan la grabación de su 30 disco para 2022. 
El 14 de febrero de 2022 presentan su 30 disco Añoranzas y Cantares con colaboración de 9 reconocidos artista españoles entre los que destacan Las Soles, La Húngara y María de la Colina entre otros. 
Actualmente las Carlotas son unos de los grupos de sevillanas de más trayectoria y peso en España han publicado 30 discos y realizado Infinidad de conciertos y colaboraciones, así como premios recibidos.

## Discografía
| Año  | Álbum                      | Discográfica |
| ---- | -------------------------- | ------------ |
| 1990 | Sevillanas                 | Senador      |
| 1991 | Por Primavera              | Senador      |
| 1995 | No Me da La Gana           | Senador      |
| 1996 | Barrio de Cal y Sal        | Senador      |
| 1997 | Con Aires de Patio         | Senador      |
| 1998 | Callejuela de la Fuente    | Senador      |
| 1999 | Fuente de Vida             | Senador      |
| 2000 | La Sonrisa de Otra Luna    | Senador      |
| 2001 | Recuerdos                  | Senador      |
| 2002 | ¿Quién se Quiere Enamorar? | Senador      |
| 2003 | En Soledad                 | Senador      |
| 2004 | Luz de Vida                | Senador      |
| 2005 | Originales                 | Senador      |
| 2006 | Nacimos Para Cantar        | Senador      |
| 2007 | Con Alegría                | Senador      |
| 2008 | Sentimiento y Compas       | Senador      |
| 2009 | 20 Años de Carlotas        | Senador      |
| 2010 | Arte y Poderío             | Senador      |
| 2011 | La Sangre de Mis Venas     | Senador      |
| 2012 | Nostalgia                  | Senador      |
| 2013 | Hay Carlotas Pa'Rato       | Senador      |
| 2014 | Me Muero Por Ti            | Senador      |
| 2015 | Con la Música a Otra Parte | Adriático    |
| 2016 | Sin Limites                | Adriático    |
| 2017 | En el Lugar de Siempre     | Adriático    |
| 2018 | De Puertas para Adentro    | Adriático    |
| 2019 | 30 Años Carloteando        | Adriático    |
| 2020 | Con + Sabor                | Adriático    |
| 2021 | La Música Habla            | Adriático    |
| 2022 | Añoranzas y Cantares       | Adriático    |

### Sencillos
- 2000: Hermanas
- 2001: Manuel
- 2002: Manuela
- 2005: El Novio
- 2014: Por Las Mujeres del Mundo
- 2014: La Querida
- 2016: Mi Gran Noche
- 2017: La Niña de mis Ojos
- 2019: Victoria
- 2019: Las Abuelas
- 2020: Imágenes Sevillanas
- 2020: Y Sin Novio de la Mano

- 2021: Vamos a Cantar
- 2023: Los Abrazos
- 2024: Nadie Más lo Sabe
- 2024: Sueño Rociero

#### Compilatorios
- 1996: Hace Tiempo Que No Llamas y Otros Éxitos
- 1996: Loca y Otros Éxitos
- 1998: Selección de Grandes Éxitos
- 1998: Las Carlotas Versiones Originales
- 2001: Lo Mejor de Las Carlotas
- 2002: Selección de Grandes Éxitos
- 2002: Las Carlotas Versiones Originales
- 2002: Lo Mejor de Las Carlotas
- 2003: Selección de Grandes Éxitos
- 2004: Selección de Grandes Éxitos
- 2005: Selección de Grandes Éxitos

## Rendimiento comercial
Las Carlotas son dentro del mercado musical uno de los grupos españoles de más relevancia comercial de los últimos años, acumulan cientos de miles de discos vendidos, destacando las ventas de "En Soledad", "Con Aires de Patio", "Nacimos para Cantar", entre otros. A menudo sus lanzamientos se ven reflejados en las listas de ventas de España  incluyendo algunos sencillos.
| Año  | Álbum                   | Lista               | Posición más alta | Ref    |
| ---- | ----------------------- | ------------------- | ----------------- | ------ |
| 2002 | En Soledad              | Spain Album Top 100 | 69                | [ 32 ] |
| 2005 | Nacimos Para Cantar     | Spain Album Top 100 | 95                | [ 33 ] |
| 2017 | De Puertas Para Adentro | Spain Album Top 100 | 71                | [ 34 ] |
| 2019 | 30 Años Carloteando     | Spain Album Top 100 | 96                | [ 34 ] |
| 2020 | La Música Habla         | Spain Album Top 100 | 39                | [ 34 ] |

| Años | Canción    | Lista             | Posición más alta | Ref    |
| ---- | ---------- | ----------------- | ----------------- | ------ |
| 2007 | A tu Madre | Top Singles Spain | 18                | [ 35 ] |